# Герасим III Константинопольський
Герасим III — Вселенський Патріарх у 1794–1797 роках.
Він народився на Кіпрі на початку XVIII століття. У 1762 році він був обраний митрополитом Візи, а в 1767 році патріарх Самуїл призначив його директором Патріаршої академії. Близько 1782 р. він був обраний митрополитом Нікомедійським, а в 1791 р. — Дерконським.
3 березня 1794 року він був обраний Вселенським Патріархом, змінивши Неофіта VII. Під час свого Патріарства він регулював багато церковних справ. Серед них у 1795 р. він встановив вікові межі для рукоположення священнослужителів, заборонивши рукоположення в диякона віком до 25 років і старця до 30 років. Своїм патріаршим гербом він підтвердив приналежність Алеппської єпархії до Антіохійського патріархату.
18 квітня 1797 року він подав у відставку і пішов у Терапію, де невдовзі помер.